# بادورتالا
بادورتالا (به لاتین: Badurtala) یک منطقهٔ مسکونی در بنگلادش است که در ناحیه باریسال واقع شده‌است.